# Семера
Семера (амх. ሰመራር) — город на северо-востоке Эфиопии, административный центр региона Афар. Находится в Административной зоне 1, в округе Дубти (амх. ዱብቲ). Население города — 2625 чел. (2007 г.).
Семера является новым городом, специально построенным как столица Афара. В этом качестве Семера пришла на смену прежней столице региона — Асайите. 
Располагается на трассе Аваш—Асэб. Среди построенных зданий — Семерский колледж здравоохранения (Semera Health College), занятия в котором начались в 2007 г.
Семерский аэропорт (SZE, HASM) обеспечивает регулярную связь с Аддис-Абебой.

## История
Радио Эфиопии сообщало о первом заседании Совета региноа Афар, прошедшем 20 июля 1995 г. Спустя шесть дней Совет постановил назначить Семере статус столицы Афара, а амхарский язык — временным рабочим языком. Среди главных официальных лиц были президент Алмирах Ханфаде (Alimirah Hanfadhe), вице-президент Осман Аинет (Osman Ainet) и секретарь Мохамед Сеид (Mohammed Seid); действующий на тот момент президент региона Хабиб Алимирах (Habib Alimirah) на Совете не присутствовал[прояснить].
Восьмое заседание Совета региона Афар прошло в Семере с 4-го по 5-е марта 2009 г., среди вопросов повестки дня был указ об отмене женского обрезания в Афаре[значимость факта?].